# Đầm Dơi (huyện)
Đầm Dơi là một huyện cũ thuộc tỉnh Cà Mau, Việt Nam.

## Địa lý
Huyện Đầm Dơi nằm ở phía đông nam tỉnh Cà Mau, có vị trí địa lý: 
- Phía bắc giáp thành phố Cà Mau và huyện Đông Hải, tỉnh Bạc Liêu
- Phía nam giáp huyện Năm Căn
- Phía tây giáp huyện Cái Nước
- Phía đông giáp Biển Đông.

## Hành chính
Huyện Đầm Dơi có 16 đơn vị hành chính cấp xã trực thuộc, bao gồm thị trấn Đầm Dơi (huyện lỵ) và 15 xã: Ngọc Chánh, Nguyễn Huân, Quách Phẩm, Quách Phẩm Bắc, Tạ An Khương, Tạ An Khương Đông, Tạ An Khương Nam, Tân Dân, Tân Duyệt, Tân Đức, Tân Thuận, Tân Tiến, Tân Trung, Thanh Tùng, Trần Phán.

## Lịch sử
Địa danh Đầm Dơi xuất hiện sớm theo cách gọi dân gian là “xứ đầm lầy có nhiều dơi đậu”. Vùng đất này xưa kia vốn là đầm lầy hoang sơ, cây cối rậm rạp, thích hợp cho loài dơi trú ngụ, ngoài ra còn có các loài chim, cò với nhiều sân chim tự nhiên. “Đầm” là loại hình địa danh chỉ những nơi bị ngập trũng quanh năm, thường là những vùng tương đối rộng lớn, đón nước từ nhiều sông rạch đổ ra, mùa mưa nước ngập sâu, mùa nắng nước cạn hơn.
Tên gọi “Đầm Dơi” đã xuất hiện trong địa bạ triều Nguyễn năm 1836 (năm Minh Mạng thứ 17) là “xứ Đầm Dơi”. Lúc đó theo thống kê đạc điền thì ở huyện Long Xuyên thuộc tỉnh Hà Tiên gồm 2 tổng Long Thủy và Quảng Xuyên. Riêng tổng Quảng Xuyên có diện tích ruộng đất trên 445 mẩu, gồm 14 xã thôn, trong đó có “thôn Tân Duyệt ở xứ Đầm Dơi” và “thôn Tân Thuận ở xứ Đầm Quạ” (cũng thuộc về vùng đất Đầm Dơi ngày nay).
Đầm Dơi xưa kia là xứ sở xa xôi heo hút, ít người lui tới vì đường đi lại rất khó khăn, phải quanh co qua nhiều sông rạch. Nên có câu ca dao:
Nồi đất mà úp vung đồng
Con gái Rạch Giá lấy chồng Đầm Dơi
Chiều chiều giậm cẳng kêu trời
Thương cha nhớ mẹ biết đời nào ra.
Thời Việt Nam Cộng hòa, Đầm Dơi là quận của tỉnh An Xuyên được thành lập sau năm 1956, bao gồm có 4 xã: Tân Ân, Tân Duyệt, Tân Thuận, Tân Hòa. Quận lỵ đặt tại xã Tân Duyệt.
Ngày 7 tháng 12 năm 1965, quận Đầm Dơi được nhận thêm xã Tân Hưng tách ra từ quận Cái Nước, đồng thời cắt xã Tân Ân nhập vào quận Năm Căn cùng tỉnh.
Sau ngày 30 tháng 4 năm 1975, quận Đầm Dơi bị giải thể, đổi thành huyện Ngọc Hiển thuộc tỉnh Cà Mau.
Ngày 20 tháng 9 năm 1975, Bộ Chính trị ban hành Nghị quyết số 245-NQ/TW về việc hợp nhất tỉnh Bạc Liêu, tỉnh Cà Mau và 2 huyện Vĩnh Thuận, An Biên (ngoại trừ 2 xã Đông Yên và Tây Yên) của tỉnh Rạch Giá sẽ hợp nhất lại thành một tỉnh, tên gọi tỉnh mới cùng với nơi đặt tỉnh lỵ sẽ do địa phương đề nghị lên.
Ngày 20 tháng 12 năm 1975, Bộ Chính trị ban hành Nghị quyết số 19/NQ về việc hợp nhất tỉnh Bạc Liêu và tỉnh Cà Mau thành một tỉnh, tên gọi tỉnh mới cùng với nơi đặt tỉnh lỵ sẽ do địa phương đề nghị lên.
Ngày 24 tháng 2 năm 1976, Chính phủ Cách mạng Lâm thời Cộng hòa miền Nam Việt Nam ban hành Nghị định số 3/NQ/1976 về việc hợp nhất tỉnh Bạc Liêu và tỉnh Cà Mau thành một tỉnh mới, lấy tên là tỉnh Bạc Liêu – Cà Mau.
Ngày 10 tháng 3 năm 1976, Ban đại diện Trung ương Đảng và Chính phủ ban hành Nghị quyết về việc thành lập tỉnh Minh Hải trên cơ sở đổi tên tỉnh Bạc Liêu – Cà Mau.
Ngày 29 tháng 12 năm 1978, Hội đồng Chính phủ ban hành Quyết định số 326-CP về việc phân vạch địa giới hành chính huyện Ngọc Hiển có 18 xã và thị trấn Ngọc Hiển (huyện lỵ).
Ngày 25 tháng 7 năm 1979, Hội đồng Chính phủ ban hành Quyết định số 275-CP về việc:
- Chia xã Tân Duyệt thành 4 xã: Tân Dân, Tân Duyệt, Tân Chánh, Tân Hồng.
- Thành lập thị trấn Ngọc Hiển – thị trấn huyện lỵ của huyện Ngọc Hiển trên cơ sở một phần của xã Tân Duyệt.
- Chia xã Quách Phẩm B thành xã Ngọc Chánh và xã Tân Hùng.
- Chia xã Tạ An Khương thành 4 xã: Tạ An Khương, Tân Mỹ, Thành Điền, Thới Phong.
- Chia xã Tân Thuận thành 5 xã: Hiệp Bình, Tân Đức, Tân Lập, Tân Thuận, Thuận Hòa.
- Chia xã Tân Tiến thành 4 xã: Long Hòa, Nguyễn Huân, Phú Hải, Tân Tiến.

Ngày 17 tháng 5 năm 1984, Hội đồng Bộ trưởng ban hành Quyết định số 75-HĐBT về việc cắt 4 xã: Hòa Điền, Quách Phẩm, Tấn Trung, Trần Phán của huyện Cái Nước và cắt 5 xã: An Lập, Tân Ân, Tân Điền, Tân Trung, Thanh Tùng của huyện Năm Căn sáp nhập vào huyện Ngọc Hiển.
Huyện Ngọc Hiển có thị trấn Ngọc Hiển (huyện lỵ) và 28 xã: An Lập, Hiệp Bình, Hòa Điền, Long Hòa, Ngọc Thánh, Nguyễn Huân, Phú Hải, Quách Phẩm, Tạ An Khương, Tân An, Tân Dân, Tân Duyệt, Tân Điền, Tân Đức, Tân Hồng, Tân Hùng, Tân Lập, Tân Mỹ, Tân Phán, Tân Thánh, Tân Thuận, Tân Tiến, Tân Trung, Tấn Trung, Thanh Tùng, Thành Điền, Thới Phong, Thuận Hòa.
Ngày 17 tháng 12 năm 1984, Hội đồng Bộ trưởng ban hành Quyết định số 168-HĐBT về việc:
- Đổi tên huyện Ngọc Hiển thành huyện Đầm Dơi.
- Đổi tên thị trấn Ngọc Hiển thành thị trấn Đầm Dơi.

Ngày 14 tháng 2 năm 1987, Hội đồng Bộ trưởng ban hành Quyết định số 33B-HĐBT về việc sáp nhập xã Tân Mỹ vào xã Thành Điền.
Ngày 2 tháng 2 năm 1991, Ban Tổ chức – Cán bộ của Chính phủ ban hành Quyết định số 51/QĐ-TCCP về việc:
- Sáp nhập xã Quách Phẩm vào xã Trần Phán.
- Sáp nhập xã Tân Điền và xã Tân Hùng vào xã Thanh Tùng.
- Sáp nhập xã Tân Hồng và xã Tân Dân vào xã Tân Duyệt.
- Sáp nhập xã Thành Điền và xã Thới Phong vào xã Tạ An Khương.
- Hợp nhất xã Tân Trung và xã Tân An thành xã Quách Phẩm.

Huyện Đầm Dơi có thị trấn Đầm Dơi và 9 xã: Nguyễn Huân, Quách Phẩm, Tạ An Khương, Tân Đức, Tân Duyệt, Tân Thuận, Tân Tiến, Thanh Tùng, Trần Phán.
Ngày 6 tháng 11 năm 1996, Quốc hội ban hành Nghị quyết về việc chia tỉnh Minh Hải thành tỉnh Bạc Liêu và tỉnh Cà Mau. Khi đó, huyện Đầm Dơi thuộc tỉnh Cà Mau.
Ngày 25 tháng 6 năm 1999, Chính phủ ban hành Nghị định số 42/1999/NĐ-CP về việc thành lập xã Quách Phẩm Bắc trên cơ sở 4.061,5 ha diện tích tự nhiên và 10.291 nhân khẩu của xã Quách Phẩm.
Ngày 29 tháng 8 năm 2000, Chính phủ ban hành Nghị định số 41/2000/NĐ-CP về việc:
- Thành lập xã Tạ An Khương Nam trên cơ sở 3.124,81 ha diện tích tự nhiên và 8.657 nhân khẩu của xã Tạ An Khương.
- Thành lập xã Tạ An Khương Đông trên cơ sở 3.208,45 ha diện tích tự nhiên và 8.186 nhân khẩu của xã Tạ An Khương.

Ngày 5 tháng 9 năm 2005, Chính phủ ban hành Nghị định số 113/2005/NĐ-CP về việc:
- Thành lập xã Ngọc Chánh trên cơ sở 5.303,76 ha diện tích tự nhiên và 11.023 nhân khẩu của xã Thanh Tùng.
- Thành lập xã Tân Trung trên cơ sở 3.486 ha diện tích tự nhiên và 10.664 nhân khẩu của xã Trần Phán.
- Thành lập xã Tân Dân trên cơ sở 2.948 ha diện tích tự nhiên và 6.148 nhân khẩu của xã Tân Duyệt.

Huyện Đầm Dơi có 1 thị trấn và 15 xã.
Ngày 12 tháng 6 năm 2025, Quốc hội ban hành Nghị quyết số 202/2025/QH15 về việc sắp xếp đơn vị hành chính cấp tỉnh (nghị quyết có hiệu lực từ ngày 12 tháng 6 năm 2025). Theo đó, sáp nhập tỉnh Bạc Liêu vào tỉnh Cà Mau.
Ngày 16 tháng 6 năm 2025, Quốc hội ban hành Nghị quyết số 203/2025/QH15 về việc Sửa đổi, bổ sung một số điều của Hiến pháp nước Cộng hòa xã hội chủ nghĩa Việt Nam. Theo đó, kết thúc hoạt động của đơn vị hành chính cấp huyện trong cả nước từ ngày 1 tháng 7 năm 2025.

## Kinh tế
Huyện Đầm Dơi có chiều dài bờ biển 22 km, có cửa biển Gành Hào, Hố Gùi, Giá Lồng Đèn,... là điều kiện thuận lợi đề phát triển nghề nuôi trồng thủy sản và kinh tế biển. Đặc biệt nghề nuôi tôm quảng canh và nuôi tôm công nghiệp phát triển mạnh.
Toàn huyện Đầm Dơi có 65.584 ha đất nuôi tôm và 7.720 ha rừng ngập mặn.

## Dân số
Huyện Đầm Dơi có diện tích 822,88 km², dân số năm 2019 là 175.629 người, mật độ dân số đạt 213 người/km².
Huyện Đầm Dơi có diện tích 816,07 km², dân số quy đổi tính đến ngày 31/12/2022 là 219.262 người, mật độ dân số đạt 268 người/km².
Huyện Đầm Dơi có diện tích 816km², dân số quy đổi tính đến ngày 31/12/2024 là 226.118 người, mật độ dân số đạt 277 người/km².

## Du lịch
Huyện Đầm Dơi có vườn chim Cà Mau, cách thành phố Cà Mau 45 km về phía đông nam là nơi cư ngụ của nhiều loại cò. Chim ở đây làm tổ trên các cây cao, đi kiếm ăn vào buổi sáng.